# Taenaris nysa
Taenaris nysa är en fjärilsart som beskrevs av Jacob Hübner 1818. Taenaris nysa ingår i släktet Taenaris och familjen praktfjärilar. Inga underarter finns listade i Catalogue of Life.